# Емфиеджиева къща
Музей „Емфиеджиева къща“ е къща с музейна етнографска сбирка на Регионалния историческия музей в Кюстендил, разкрита в дома на кюстендилския занаятчия Христо Лазов Казанджията. Паметник е на културата с местно значение.

## История и архитектура
Къщата е построена е през 1874 г. Принадлежала е на Христо Лазов Казанджията, първомайстор от кюстендилския еснаф и виден радетел на българската църковна община в града. Разположена е в подножието на лесопарк Хисарлъка, в центъра на старата кюстендилска махала „Лозенец“ (Баглък), която е била населявана предимно от заможни българи – занаятчии и търговци.
В Емфиеджиевата къща, архитектурен паметник от епохата на Възраждането, е поместена музейната експозиция „Градски бит и култура на населението в Кюстендил от края на ХІХ и началото на ХХ век“.
Къщата има и своето историческо значение за града. В 2 от стаите, където се е помещавал щабът на IV улански харковски полк, освободил града на 17 януари 1878 г. от османците, експозицията пресъздава работната атмосфера на неговите военноначалници. Архитектурният ансамбъл на Емфиеджиевата къща има П-образен план, в 2 части – жилищна и стопанска, към които има съответни дворни пространства оградени с масивни каменни зидове. Сградата е 1-етажна с полувкопани зимници. Жилищният тракт е симетрична възрожденска къща от пловдивски тип.
Експозицията в къщата музей показва наредба на градския дом на по-заможната част от интелигенцията в града: голям представителен салон с възрожденски мебели за посрещане на гости, спално помещение, кухня с трапезария и малък салон за следобедни гостувания.
В двете стаи (североизточната и югоизточната), където се е помещавал щабът на руския отряд, начело на който стояли генерал-майор Майендорф, полковник Ертел, подполковник Задерновски, мебелировката е вносна от 1930-те години. По време на престоя си в Кюстендил полковник Виктор Иванович Ертел е обитавал североизточната стая на къщата, позната като „кабинета на Ертел“. В дневната има камина тип „джамал“, която е отоплявала и малкия салон за гости. На огнището в кухнята са изложени автентични съдове, изработени от Христо Казанджията – котел, гюм за вода, джезве за кафе и хаван с чукало.
Къщата е реставрирана по проект на арх. В. Слокоски.